# رحیم مسوف
رحیم مسوف (زاده: ۱۶ نوامبر ۱۹۳۹ – درگذشته: ۲۲ ژوئن ۲۰۱۸) تاریخ‌دان برجسته تاجیک بود. ریاست پژوهشگاه تاریخ، باستان‌شناسی و مردم‌شناسی فرهنگستان علوم تاجیکستان را به عهده داشت.

## زندگی‌نامه
رحیم مسوف در ناحیه ونج استان خودمختار بدخشان، در شرق تاجیکستان در ۱۶ نوامبر ۱۹۳۹ به دنیا آمد. وی در خانه کودکان شهر خاروغ و در یک مدرسه شبانه‌روزی در شهر دوشنبه آموزش دیده بود.
وی در رشته «تاریخ اتحاد شوروی» از دانشگاه دولتی تاجیکستان ۱۹۶۱ فارغ‌التحصیل شد، دوره دکترای خود را در سال ۱۹۸۲ در پژوهشگاه تاریخ فرهنگستان علوم اتحاد شوروی در مسکو گذراند. وی تا آخر عمر در پژوهشگاه تاریخ، باستان‌شناسی و مردم‌شناسی فرهنگستان علوم تاجیکستان مشغول کار بود و یک دوره از ۱۹۸۸ تا ۲۰۱۵ ریاست این پژوهشگاه را بعهده داشت.

## فعالیت‌ها
رحیم مسوف از اعضای کمیسیون مشترک تاجیکستان و چین که در سال ۲۰۰۴ تأسیس شده بود قرار داشت تا بر سر تعیین خطوط مرزی میان دو کشور بوده بحث و گفتگو کنند. وی به دولت تاجکستان شدیداً انتقاد کرد که چرا مقداری از اراضی این کشور را به چین داده‌است.

## آثار
- کتاب «تاریخ تبر تقسیم» – تاریخ تألیف ۱۹۸۰ – انتقادات شدید نسبت به سیاست‌های مرزبندی جمهوریهای سابق شوروی در آسیای میانه در دهه ۱۹۲۰ – کتابی است که اطلاعات کافی دربارهٔ چگونگی تقسیمات حدودی جماهیر آسیای میانه و این که چرا شهرهای بزرگ تاجیک‌نشین منطقه، مانند سمرقند و بخارا، فرغانه و ترمذ و نخشب به جمهوری شوروی ازبکستان تعلق گرفت، می‌دهد.
- تاجیکان، مُهر «کاملاً سِری»
- تاجیکان: تاریخ فاجعه ملت[۱]

## درگذشت
رحیم مسوف در سن ۷۹ سالگی بر اثر سکته مغزی درگذشت.